# Saane
Die Saane (französisch Sarine, Freiburger Patois Charnàⓘ) ist ein 126 km langer Fluss in der Schweiz und ein linker Nebenfluss der Aare.

## Name
Im Französischen wird der Fluss Sarine genannt. Erste schriftliche Erwähnung fand die Saane um das Jahr 1000 als Sanona. Möglicherweise steht die Herkunft des Namens mit dem urindogermanischen Verb *seh2(i)- „toben, wüten“ (mit -no-/-nā-Suffix) in Verbindung.

## Geographie

### Quelle
Die Saane entspringt als La Sarine auf 2315 m. ü. M. auf der Südseite des Sanetschhorns im Kanton Wallis und westlich des Sanetschpasses (frz. Col du Sénin oder auch Col du Sanetsch). Die Passhöhe liegt auf der Europäischen Hauptwasserscheide zwischen den Flussgebieten der Rhone im Süden und jenem des Rheins im Norden. Das Quellgebiet der Saane ist die am weitesten im Süden liegende Landschaft im Einzugsgebiet des Rheins. Es liegt im französischsprachigen Unterwallis. Bis um die Wende zum 20. Jahrhundert entströmte der Fluss noch direkt dem Tsanfleurongletscher, dessen Zunge teilweise über die Wasserscheide hinausfloss, und verlor dann wegen des raschem Abschmelzens der Eismasse bald den Kontakt mit dem Gletscher. Dessen Schmelzwasser fliesst seither nur noch über das verkarstete Gebiet südwestlich des Sanetschpasses mit dem Wildbach Le Lachon und der Morge zur Rhone ab. Die vom Gletscher getrennte Sanetschquelle wird durch Niederschlagswasser gespiesen.

### Verlauf
Die Saane sammelt das Wasser mehrerer Bäche aus Runsen am Arpelistock und fliesst gegen Norden über die Sanetschalp mit dem aufgestauten Sanetschsee, der als Wasserspeicher für das Wasserkraftwerk Sanetsch dient. Am Stiereberg überquert sie die Grenze zum Kanton Bern. In einer engen Schlucht und über den Sanetschfall fällt sie steil nach Innergsteig hinunter und tritt beim Kraftwerkgebäude in die Talebene hinaus.
Bei Gsteig nimmt die Saane von links den Rüschbach auf und fliesst nordwärts nach Feutersoey, wo der Tschärzisbach in sie mündet. In Grund bei Gstaad mündet der Meielsgrundbach von links in die Saane und bei Gstaad von rechts der Louwibach. Dieser ist der grösste Zufluss der Saane aus den Hochalpen; er entwässert ebenfalls ein Gebiet an der Europäischen Hauptwasserscheide mit dem Wildhorn, das mit 3250 m ü. M. Höhe der höchste Berg am Flussgebiet der Saane ist. An seiner Nordflanke liegt der Gältegletscher, von dem mehrere Quellbäche über den Gälteschutz zum Louwibach fliessen. Nach einer kurzen Strecke in nordwestlicher Richtung erreicht der Fluss die Ortschaft Saanen, die nach ihm benannt wurde. Dort mündet von links der Chalberhönibach in den Fluss, der danach neben dem Flugplatz Saanen nach Westen fliesst. Bei der Schlucht unterhalb der ehemaligen Burg Vanel verlässt sie den Kanton Bern und erreicht im waadtländischen Pays d’Enhaut das französischsprachige Gebiet der Schweiz wieder, wo sie den Namen Sarine trägt.
Der Fluss durchquert in westlicher Richtung die Gemeinden Rougemont, Château-d’Oex und Rossinière, wo der Stausee Lac du Vernex liegt. Der Nebenfluss Torneresse mündet bei Les Moulins in die Sarine, die kurz nacheinander durch drei Schluchten der Waadtländer und Freiburger Voralpen fliesst; die grösste davon liegt westlich von La Tine und trägt den Namen Défilé de La Tine. Hier erreicht die Sarine den Kanton Freiburg. Dieser Teil des Flussgebiets liegt im Parc naturel régional Gruyère Pays-d’Enhaut.
Die Bahnstrecke der Montreux-Berner Oberland-Bahn und die Hauptstrasse 11 sowie ab Château-d’Oex die Hauptstrasse 190 folgen dem Fluss.
Bei Montbovon wendet sich der Flusslauf nach Norden und durchquert das Tal Intyamon in der Region Haute Gruyère. Von links mündet der Hongrin in die Sarine, die bei Broc in den Greyerzersee (frz. Lac de la Gruyère) mündet. Dieser ist wie die andern Seen am Flusslauf ein Stausee und dient der Stromproduktion im Kraftwerk Hauterive, das sich sechs Kilometer nördlich der hohen Staumauer von Rossens befindet. Im aufgestauten Greyerzersee ist die ehemalige Einmündung des Jaunbachs (frz. Jogne) in die Sarine versunken.
Unterhalb der Staumauer von Rossens fliesst die Sarine in einem tief in den felsigen Grund eingeschnittenen Tal nach Norden, an der Burgruine Illens und dem Kloster Hauterive vorbei bis nach Châtillon. Hier befindet sich auf einem Geländesporn zwischen der Sarine und dem von links kommenden Nebenfluss Glâne die grosse prähistorische Siedlung Châtillon-sur-Glâne. In diesem Abschnitt mündet von Osten der rechte Nebenfluss La Gérine in die Sarine; auf Deutsch heisst die Gèrine Ärgera. Sie liegt an ihrem Oberlauf an der Sprachgrenze zwischen dem französischsprachigen und dem deutschsprachigen Bereich des Kantons Freiburg. Das Gleiche gilt an ihrem Unterlauf auch für die Saane/Sarine, die zwei Kilometer unterhalb der Glânemündung das Gebiet der zweisprachigen Stadt Freiburg erreicht. In dieser Stadt fliesst sie durch das Kraftwerk Maigrauge, am Zisterzienserinnenkloster Magerau vorbei und durch die Freiburger Unterstadt, wo mehrere Brücken sie überqueren und von rechts der Fluss Gottéron, deutsch Galterenbach, sie erreicht.
Unter der modernen Poyabrücke fliesst die Saane in den Schiffenensee, der ebenfalls ein Stausee ist. Zwischen Schiffenen und Kleingurmels steht die Bogenstaumauer dieses Sees mit dem Kraftwerk. Unterhalb der Talsperre liegt das Flussbett wieder in einem tief in den Felsboden eingeschnittenen, jedoch hier etwas breiteren Tal. Dieses erstreckt sich über 13 Kilometer nach Nordosten. Sie passiert Kleinbösingen, wo sie die Kantonsgrenze quert und nun wieder im Kanton Bern nach Laupen fliesst, wo ihr von rechts die Sense zufliesst.
Die Saane fliesst noch an Gümmenen vorbei und mündet schliesslich unterhalb von Oltigen auf einer Höhe von 461 m ü. M. von links in die Aare.
Der etwa 126 km lange Lauf der Saane endet ungefähr 1854 Höhenmeter unterhalb ihrer Quelle, sie hat somit ein mittleres Sohlgefälle von circa 15 ‰.

Stationen
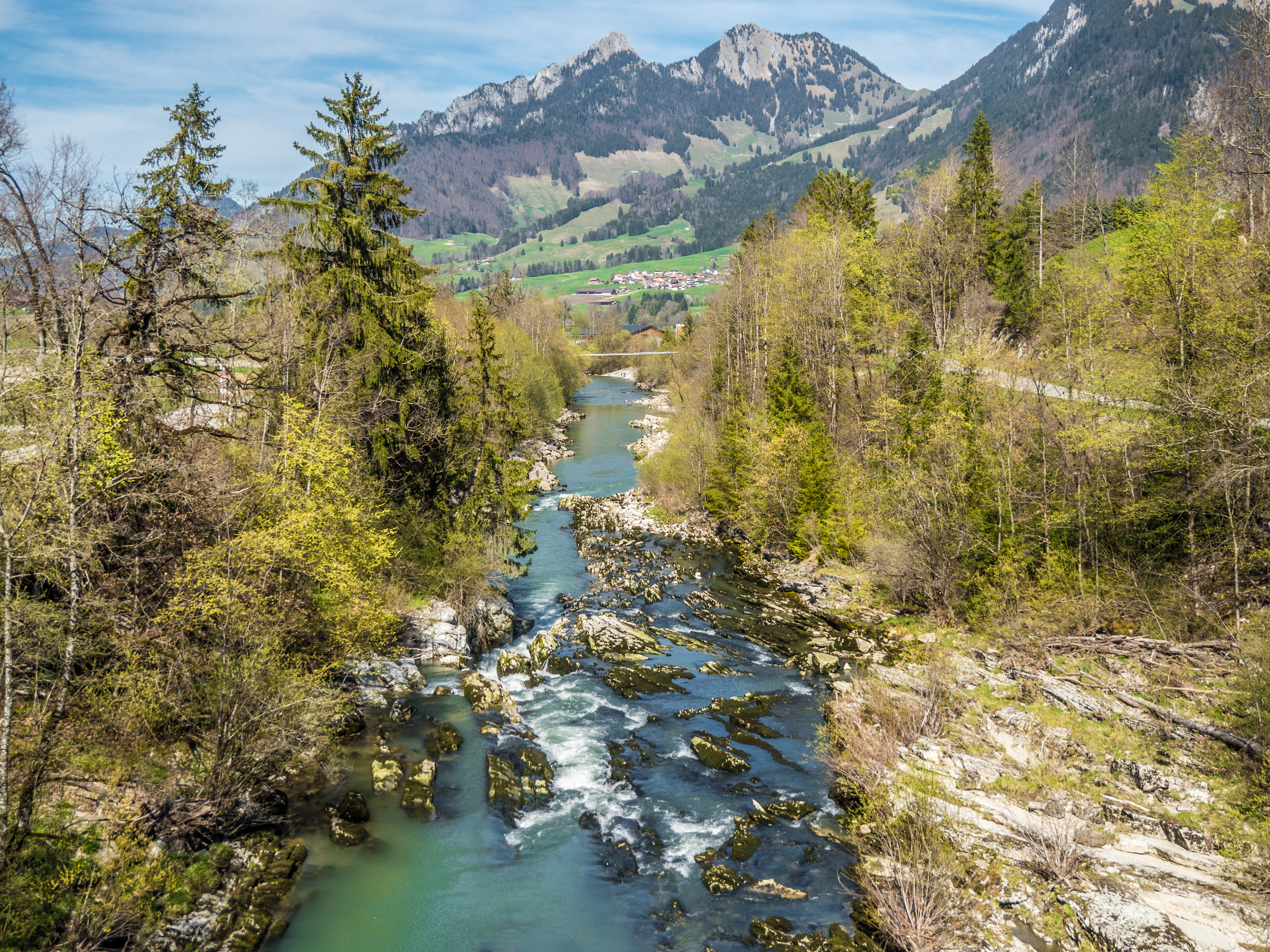
Die Saane bei Villars-sous-Mont
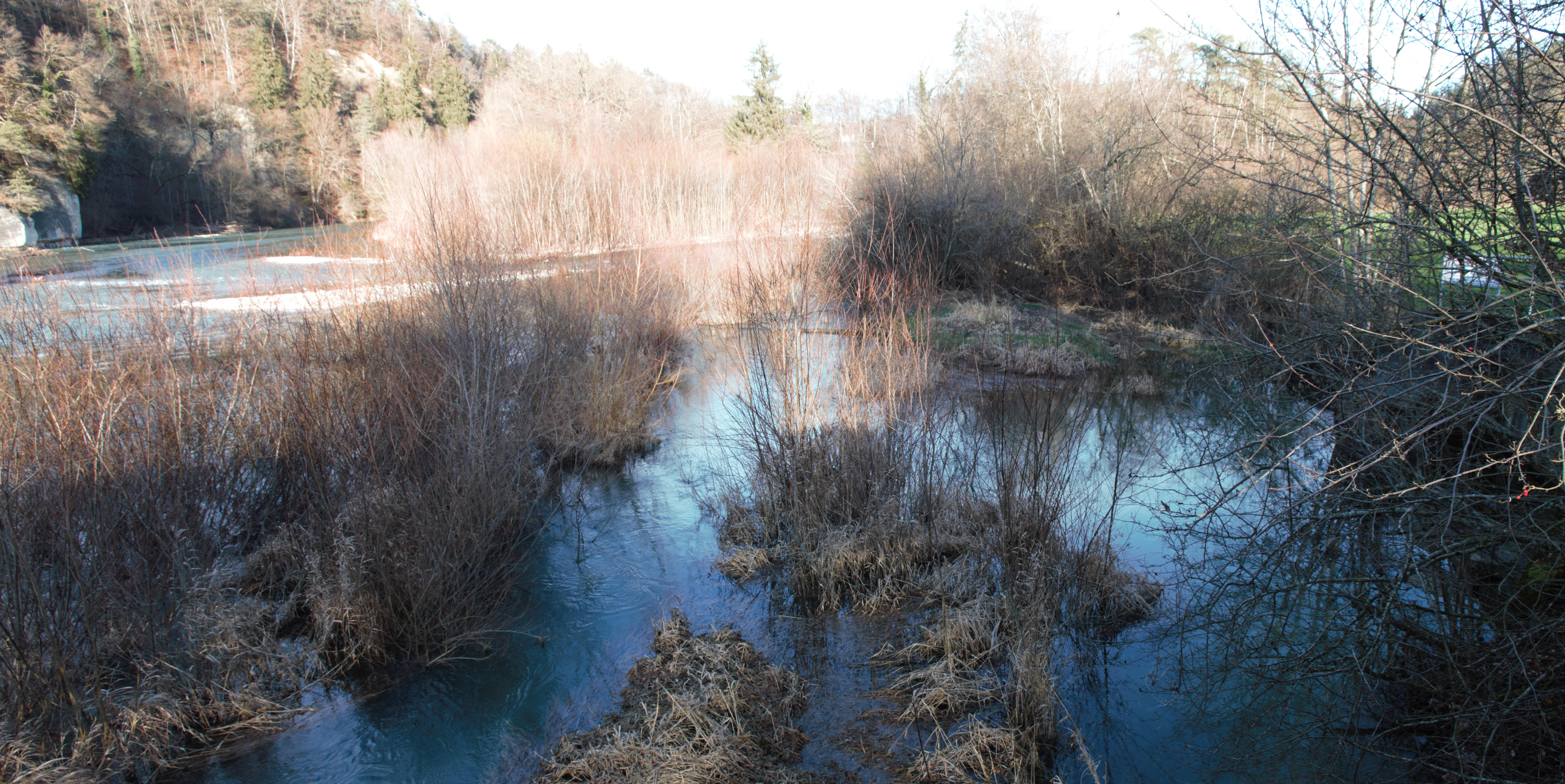
Saane bei der Mündung der Ärgera (von rechts) in Marly; 2 Auengebiete von nationaler Bedeutung
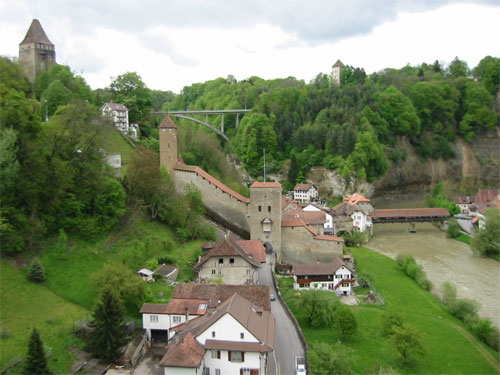
Die Saane bei Freiburg
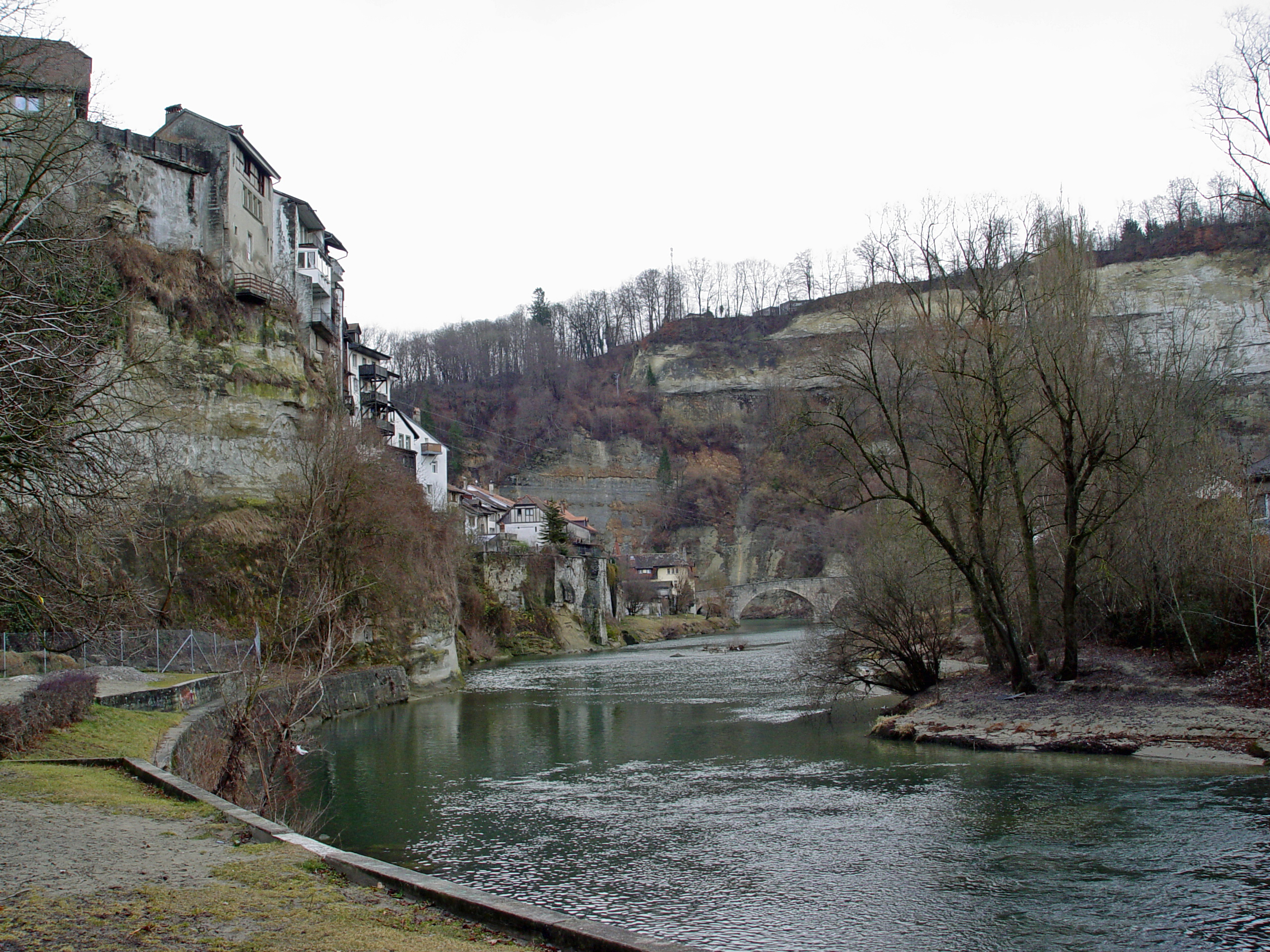
Die Saane macht einen Bogen um die Freiburger Altstadt
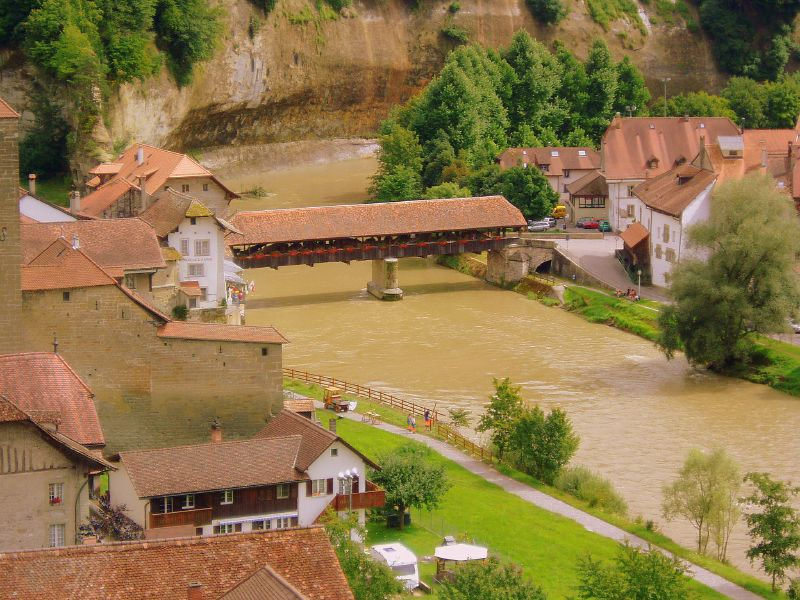
Die Saane bei Freiburg
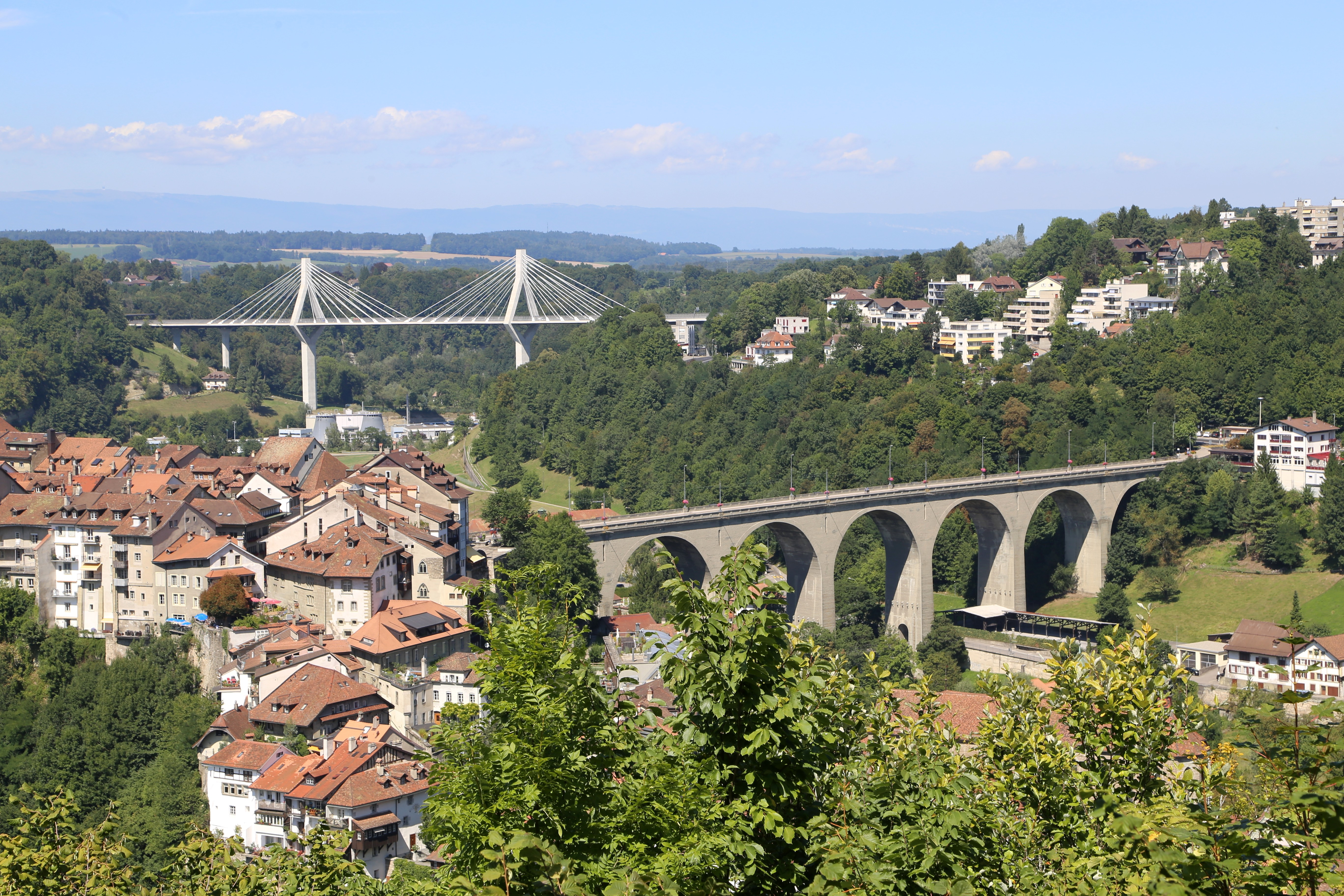
Blick von der Loretokapelle auf die Poya- und Zähringerbrücke in Freiburg
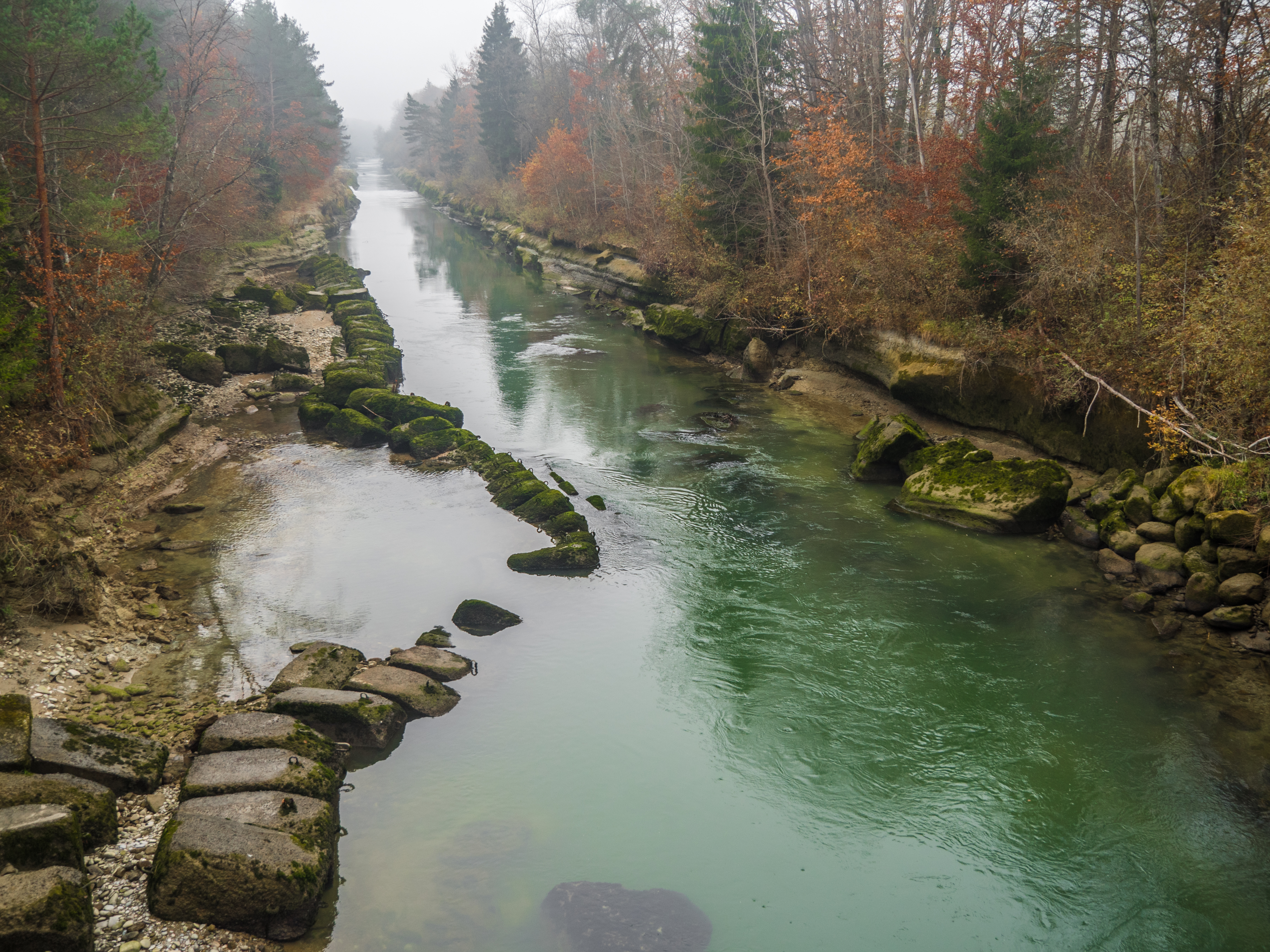
Saane bei Kleinbösingen

### Einzugsgebiet
Das 1.892,86 km² grosse Einzugsgebiet der Saane erstreckt sich von den Berner Alpen über die Voralpen bis zum Schweizer Mittelland und wird durch sie über die Aare und den Rhein zur Nordsee entwässert.
Es besteht zu 32,3 % aus bestockter Fläche, zu 52,4 % aus Landwirtschaftsfläche, zu 6,3 % aus Siedlungsfläche und zu 9,0 % unproduktiven Flächen.
Die Flächenverteilung
Die mittlere Höhe des Einzugsgebietes beträgt 1127,9 m ü. M.

### Zuflüsse
Die 5 längsten Nebenflüsse der Saane

(von der Quelle zur Mündung)
Die 5 grössten Einzugsgebiete der Nebenflüsse der Saane

(von der Quelle zur Mündung)
Die 5 wasserreichsten Nebenflüsse der Saane

(von der Quelle zur Mündung)
| Name                    | GKZ     | Lage   | Länge in km | EZG in km² | MQ in m³/s | Bemerkungen                                        |
| ----------------------- | ------- | ------ | ----------- | ---------- | ---------- | -------------------------------------------------- |
| Rüschbach               | CH11035 | links0 | 009,1000    | 0024,530   | 0001,330   |                                                    |
| Tschärzisbach           | CH1684  | links0 | 009,0000    | 0018,490   | 0000,920   |                                                    |
| Meielsgrundbach         | CH1683  | links0 | 006,4000    | 0011,580   | 0000,620   |                                                    |
| Louwibach               | CH1691  | rechts | 017,9000    | 0092,330   | 0004,630   |                                                    |
| Choufliesbach           | CH1668  | rechts | 005,4000    | 0009,310   | 0000,400   |                                                    |
| Chalberhönibach         | CH1667  | links0 | 008,4000    | 0012,730   | 0000,460   |                                                    |
| Grischbach              | CH264   | rechts | 008,9000    | 0020,420   | 0000,720   | frz. Ruisseau des Fenils                           |
| Ruisseau de Flendruz    | CH1659  | rechts | 007,9000    | 0034,420   | 0001,440   |                                                    |
| Torneresse              | CH1649  | links0 | 014,2000    | 0047,300   | 0001,770   |                                                    |
| Hongrin                 | CH236   | links0 | 022,4000    | 0081,770   | 0002,960   | mündet in den Lac de Lessoc                        |
| Marive                  | CH1634  | links0 | 006,9000    | 0011,220   | 0000,420   |                                                    |
| Taouna                  | CH1632  | rechts | 006,7000    | 0019,130   | 0000,780   |                                                    |
| Trême                   | CH205   | links0 | 016,9000    | 0047,630   | 0001,480   |                                                    |
| Jaunbach                | CH799   | rechts | 027,2000    | 0178,970   | 0009,150   | frz. La Jogne, mündet in den Lac de la Gruyère     |
| Sionge                  | CH271   | links0 | 016,4000    | 0046,750   | 0000,880   | mündet in den Lac de la Gruyère                    |
| Gérignoz                | CH1617  | links0 | 008,6000    | 0012,270   | 0000,230   | mündet in den Lac de la Gruyère                    |
| Ruisseau de la Serbache | CH1580  | rechts | 005,7000    | 0017,510   | 0000,370   | mündet in den Lac de la Gruyère                    |
| Ärgera                  | CH232   | rechts | 022,1000    | 0085,870   | 0001,720   | frz. La Gérine                                     |
| Glâne                   | CH233   | links0 | 037,8000    | 0193,280   | 0004,210   |                                                    |
| Galtera                 | CH1548  | rechts | 018,4000    | 0043,190   | 0000,800   | frz. Le Gottéron                                   |
| Sonnaz                  | CH272   | links0 | 013,3000    | 0036,320   | 0000,520   | mündet in den Schiffenensee                        |
| Merdasson               | CH1547  | links0 | 005,8000    | 0012,500   | 0000,140   | Ruisseau de la Crausa, mündet in den Schiffenensee |
| Richterwilbach          | CH1546  | rechts | 007,0000    | 0010,780   | 0000,160   |                                                    |
| Sense                   | CH269   | rechts | 044,9000    | 0434,570   | 0009,810   | frz. Singine                                       |
| Saane                   | CH227   |        | 126,0000    | 1.892,860  | 0053,300   | mündet in die Aare                                 |

Anmerkungen zur Tabelle
1. ↑  Von der Quelle zur Mündung. Daten von Swisstopo (map.geo.admin.ch)
2. ↑  Bezeichnung für den Ober- und Mittellauf
3. ↑  Die Daten der Saane zum Vergleich

## Hydrologie
Am Pegel Laupen beträgt die mittlere Abflussmenge (MQ) der Saane 53,3 m³/s. Das Einzugsgebiet der Saane am Pegel Lauben hat die Grösse von 1862 km², dass entspricht etwa 98,4 % des Gesamteinzugsgebiets.
Der in den Jahren 1949–2016 gemessene monatliche mittlere Abfluss (MQ) der Saane am Pegel Laupen in m³/s

## Natur und Umwelt

### Ökologie
- Die Deponie La Pila, etwas ausserhalb der Stadt Freiburg in der Gemeinde Hauterive gelegen, wurde von 1952 bis 1973 zur Entsorgung genutzt und gehört heute zu den sechs grössten Altlasten der Schweiz. Weil PCB in die Saane fliesst, soll die Deponie ab 2022 saniert werden.[10][11]

- Um die Gewässersohle zwischen der Staumauer von Rossens und dem Kraftwerk Hauterive zu reinigen, deren Kolmation zu verringern und die Algen wegzuspülen wurde 2016 und 2020 der entsprechende Abschnitt künstlich geflutet.[12][13]

- Wegen des Schwallbetriebs des Wasserkraftwerks Ölberg kommt es immer wieder zu Fischsterben.[14]

- Die Saaneziege findet hier ihren Ursprung.

### Fische
Die Bachforelle ist die am häufigsten in der Saane vorkommende Fischart. Außerdem kommen u. a. noch die Äsche, der Egli, der Alet und die Barbe vor.

### Naturschutz

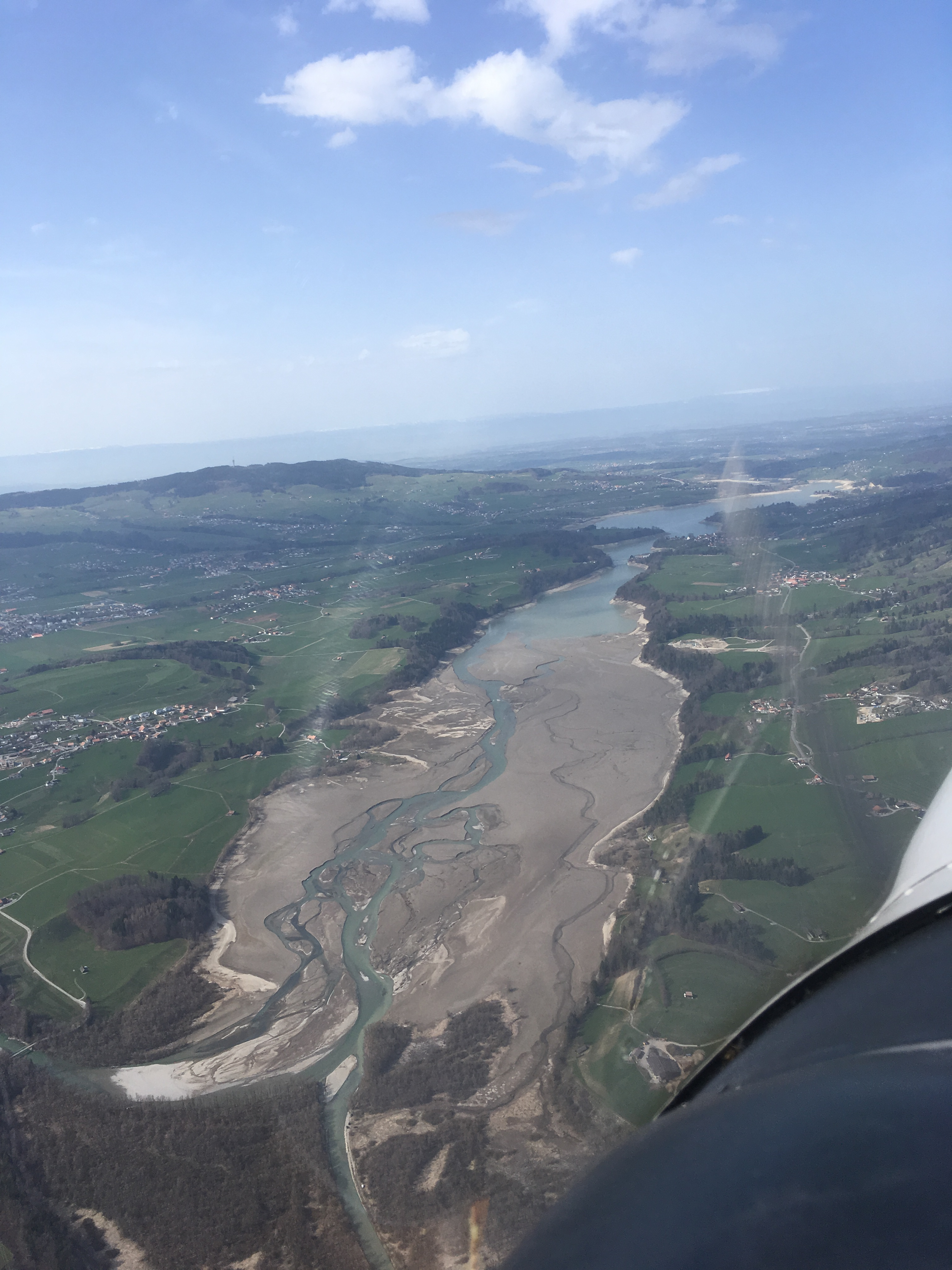
Das fast trockene Delta bei Broc steht mehrfach unter Naturschutz

Was Auengebiete ausmacht, sind das Wasser und seine Kraft, durch Überschwemmungen und sinkende Pegelstände ständig neue Lebensräume beispielsweise in zurückgebliebenene Tümpeln und abgeschnittenen Flussarmen oder auf neuen Kies- und Sandbänken zu schaffen, wo vor allem Pionierpflanzen Fuss fassen und einer Vielzahl von Tieren Schutz und Fortpflanzungsmöglichkeiten bieten. Auen verlangsamen und dämpfen auch die Pegelschwankungen der Abflüsse.
Die Saane durchfliesst sieben bedeutende Auenlandschaften. Sie sind im Bundesinventar der Auengebiete von nationaler Bedeutung registriert. Sechs dieser Gebiete sind als Fliessgewässer, eines als Delta und eines als Gletschervorfeld kategorisiert. Zudem sind zwei Abschnitte der Saane im Bundesinventar der Wasser- und Zugvogelreservate von internationaler und nationaler Bedeutung erfasst.

#### Glacier de Tsanfleuron
Das höchstgelegene dieser Auengebiete ist das Gletschervorfeld mit der Bezeichnung Glacier de Tsanfleuron im Wallis. Dieses über zwei Quadratkilometer grosse Gletschervorfeld liegt auf der Europäischen Hauptwasserscheide. Der grössere Teil des Wassers fliesst nach Süden ins Einzugsgebiet der Rhone und ins Mittelmeer ab. Der kleinere Teil fliesst auf der nordöstlichen Seite in die Saane und damit ins Einzugsgebiet von Aare und Rhein und dann in die Nordsee.

#### Die Saane bei Château-d’Oex
Im Kanton Waadt stellt ein 2,2 km langer Abschnitt des Flusslaufs unter der Bezeichnung La Sarine près Château-d’Oex das zweite Auengebiet dar. Dieses ist im erwähnten Bundesinventar als Fliessgewässer kategorisiert. Es erstreckt sich über eine Fläche von gut 34 ha und fällt von 925 m ü. M auf 898 m ü. M., was ein Gefälle von gut 8 ‰ ergibt.

#### Les Auges de Neirivue
Im Kanton Freiburg folgt unter der Bezeichnung Les Auges de Neirivue der dritte Saaneabschnitt, der als Au von nationaler Bedeutung geschützt ist. Auch er ist als Fliessgewässer kategorisiert. Dieses Gebiet hat eine Länge von gut 4,5 km, umfasst eine Fläche von 83½ ha und weist ein Sohlgefälle von knapp 6 ‰ auf.

#### Les Auges d'Estavannes
Danach durchfliesst die Saane auf einer Länge von 3,2 km mit einem Gefälle von rund 5½ ‰ das nächste national bedeutende Auengebiet: Les Auges d'Estavannes, das ebenfalls als Fliessgewässer kategorisiert ist und gut 54 ha umfasst.

#### Broc
In der Gegend von Broc bildet die Saane zusammen mit dem Jaunbach ein Delta, das in den Greyerzersee ausgreift. Im Unterschied zu den vorherigen Auengebieten gehört dieses in die Kategorie der Deltas und ist als Broc inventarisiert. Es erstreckt sich über knapp 92 ha in den Gemeinden von Botterens, Broc, Bulle und Morlon. Der Wasserstand ist vom Wetter abhängig und wird stark vom Staudamm in Rossens gesteuert. Bei niedrigem Pegelstand bleiben im Schwemmland grosse Teiche und Seen zurück, bei hohem Stand wird der Auenwald, der grösste der Schweiz, überflutet. Das Delta bietet daher Lebensräume für eine Vielzahl an Lebewesen, insbesondere für die Vogelwelt, der es als Lebensort, Brutplatz und Rastplatz auf dem jahreszeitlichen Durchzug dient. Deshalb steht das Gebiet auch unter der Bezeichnung Lac de Gruyère à Broc als Wasser- und Zugvogelreservat von internationaler und nationaler Bedeutung unter Schutz.

#### La Sarine: Rossens-Fribourg

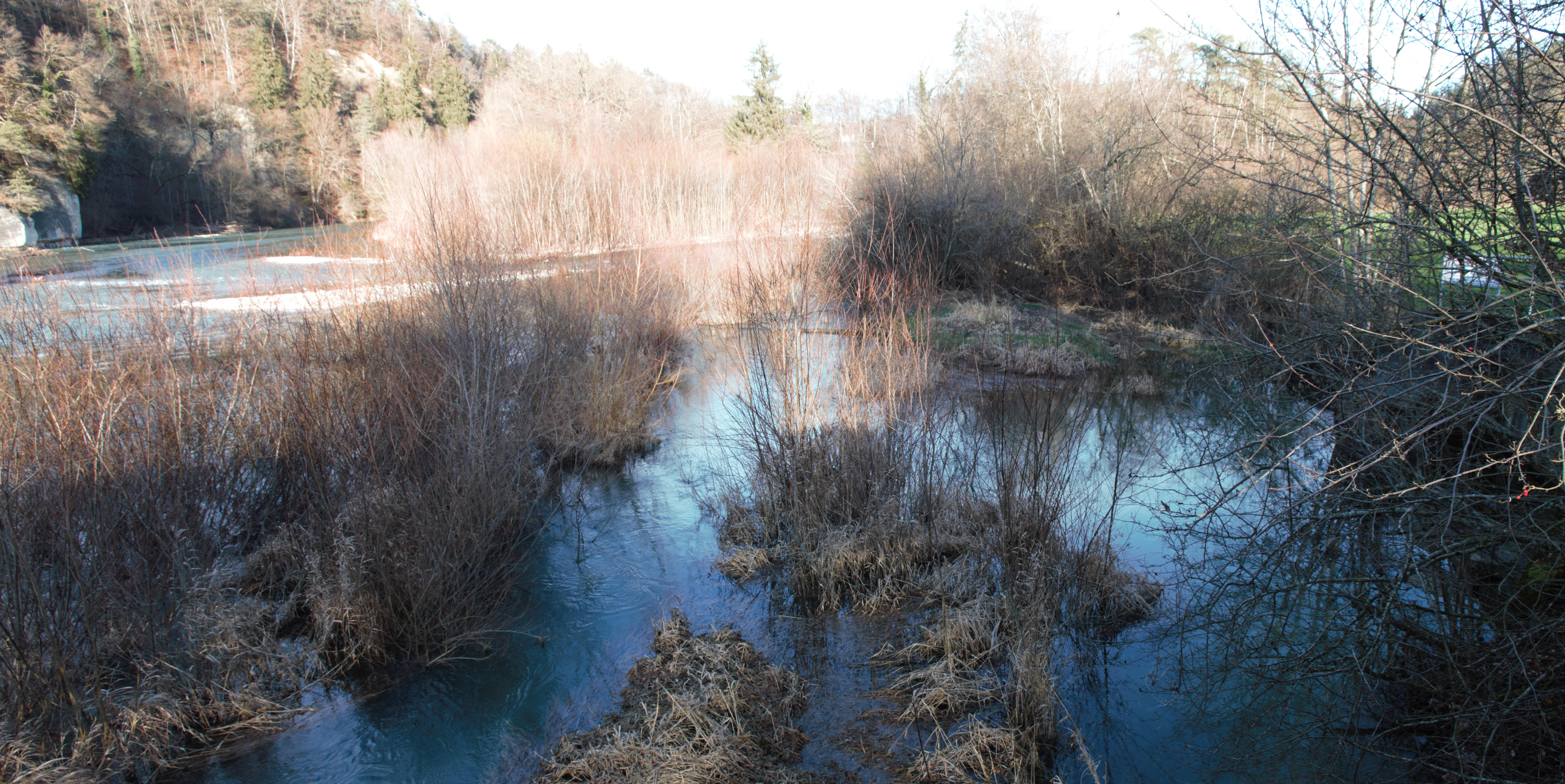
Blick flussabwärts auf die Saane und die von rechts einmündende Ärgera in Marly. Der naturnahe Fluss bietet Lebensraum für verschiedene Lebewesen in seichtem Gewässer, in Buschwerk und Felsen.

Nach dem gestauten Greyerzersee folgt das rund 22 km lange, stark mäandrierende Auengebiet La Sarine: Rossens - Fribourg.

#### Laupenau
Im Kanton Bern erstreckt sich die Laupenau über gut 29 ha. Es handelt sich ebenfalls um ein geschütztes Fliessgewässer, das im Aueninventar des Kantons Bern verzeichnet ist. Sein Gefälle beträgt 2,23 ‰. Das Gebiet umfasst auch die rechtsseitigen Mündungsgebiete in diesem Flussabschnitt.

#### Niederried-Oltigenmatt

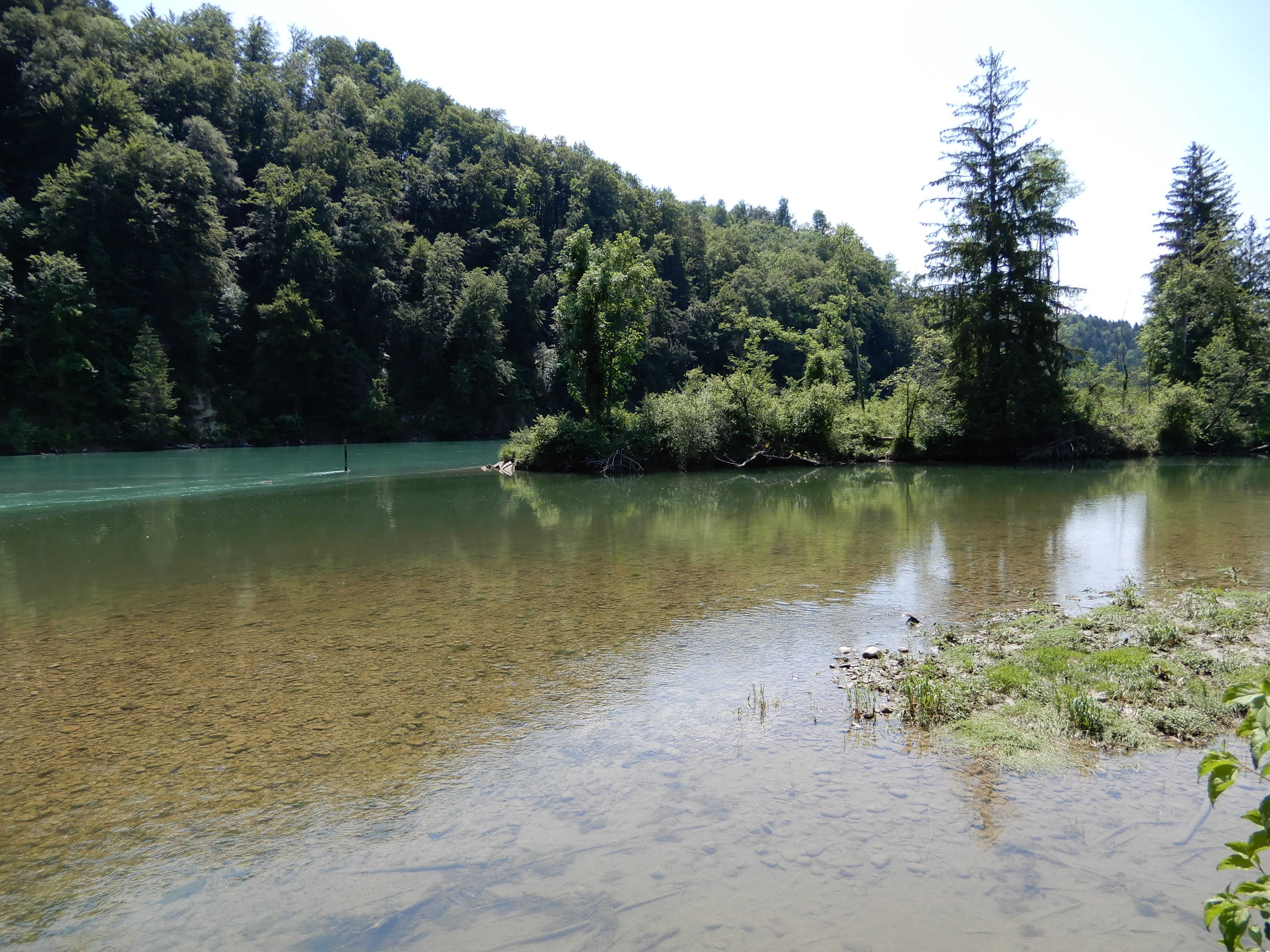
Saanemündung in die Aare

Das letzte Naturschutzgebiet an der Saane befindet sich im Mündungsgebiet in die Aare: Unter der Bezeichnung Niederried-Oltigenmatt ist es als Fliessgewässer im Aueninventar verzeichnet. Das Gebiet erstreckt sich über gut 171 ha über den Stausee Niederried und schliesst auch die Halbinsel darin, das Ufergebiet Oltigenmatt mit den Auenwäldern und den periodisch überfluteten Flachmooren und die Sandsteinfels- und Waldhänge der Runtigenflue mit ein. Diese Schutzzone liegt auf dem Gebiet der Gemeinden Kallnach, Mühleberg, Radelfingen und Wileroltigen. Hier überwintern zahlreiche Wasservögel. Deshalb ist das Gebiet unter der Bezeichnung Stausee Niederried (BE) auch im Bundesinventar der Wasser- und Zugvogelreservate erfasst. Das Gebiet wurde bereits im ältesten Inventar des Bundes registriert, nämlich im Bundesinventar der Landschaften und Naturdenkmäler von nationaler Bedeutung (Nr. 1316).
Die Aare wurde hier schon im Jahr 1913 für die Stromproduktion gestaut. Unter Schutz steht die Oltigenmatt schon seit 1966, aber erst seit dieses Gebiet in den 1990er Jahren in den Bundesinventaren verzeichnet ist, ist der Schutz auch wirksam. Denn auch die Landwirtschaft und die Stromwirtschaft mussten zu Kompromissen bereit sein.

## Bauwerke

### Staudämme

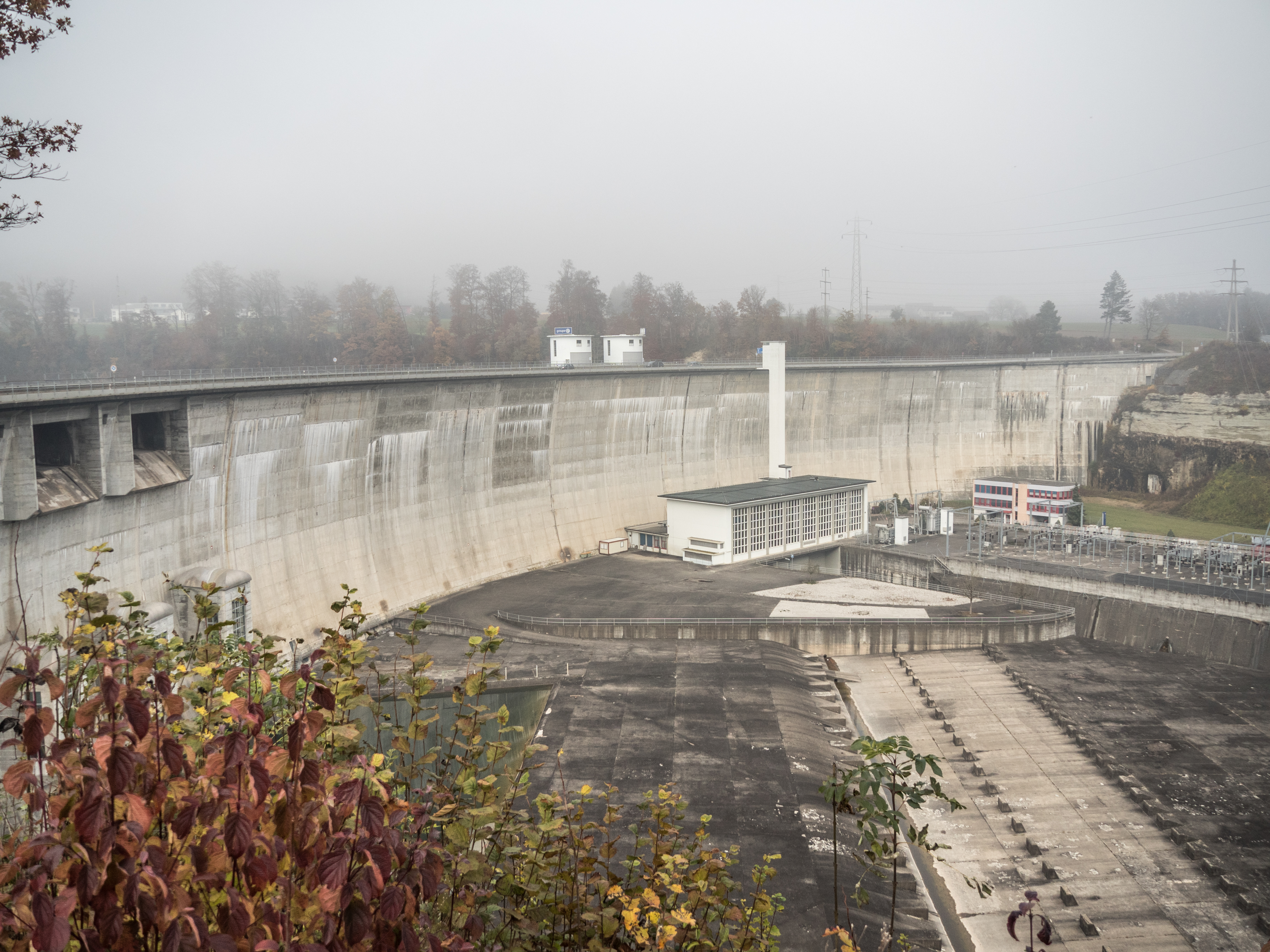
Staudamm Schiffenen

Die Saane floss im Abschnitt ausserhalb der Alpen vor rund 150 Jahren noch grösstenteils wild innerhalb von Schluchten im Molassfelsen und durchquerte zahlreiche Auengebiete. Um Flächen für die Landwirtschaft zu gewinnen und den Schutz vor Hochwasser zu verbessern, wurde sie auf einigen Strecken kanalisiert. Mit sechs Staudämmen wird der Fluss aufgestaut, um die Wasserkraft zu nutzen. Zwischen Rossens und Freiburg durchfliesst die Saane eine sehr vielfältige Landschaft mit einer Art Canyon mit Molasse-Schluchten und Auen. Vor der Stadt Freiburg staut sie sich im Naturschutzgebiet des Perolles-Sees. Dieser Stausee entstand durch den Bau des Magerau-Staudamms im Jahr 1872. Die Staumauer aus Beton war die erste dieser Art in Europa. Unterhalb davon umfliesst die Saane in ihren Mäandern die Freiburger Unterstadt. Bald danach folgt der Schiffenensee als letzter Stausee. Vor dem Bau der verschiedenen Stauseen gab es Lachszüge, die noch bis zum Anfang des 20. Jahrhunderts zu beobachten waren.

### Brücken

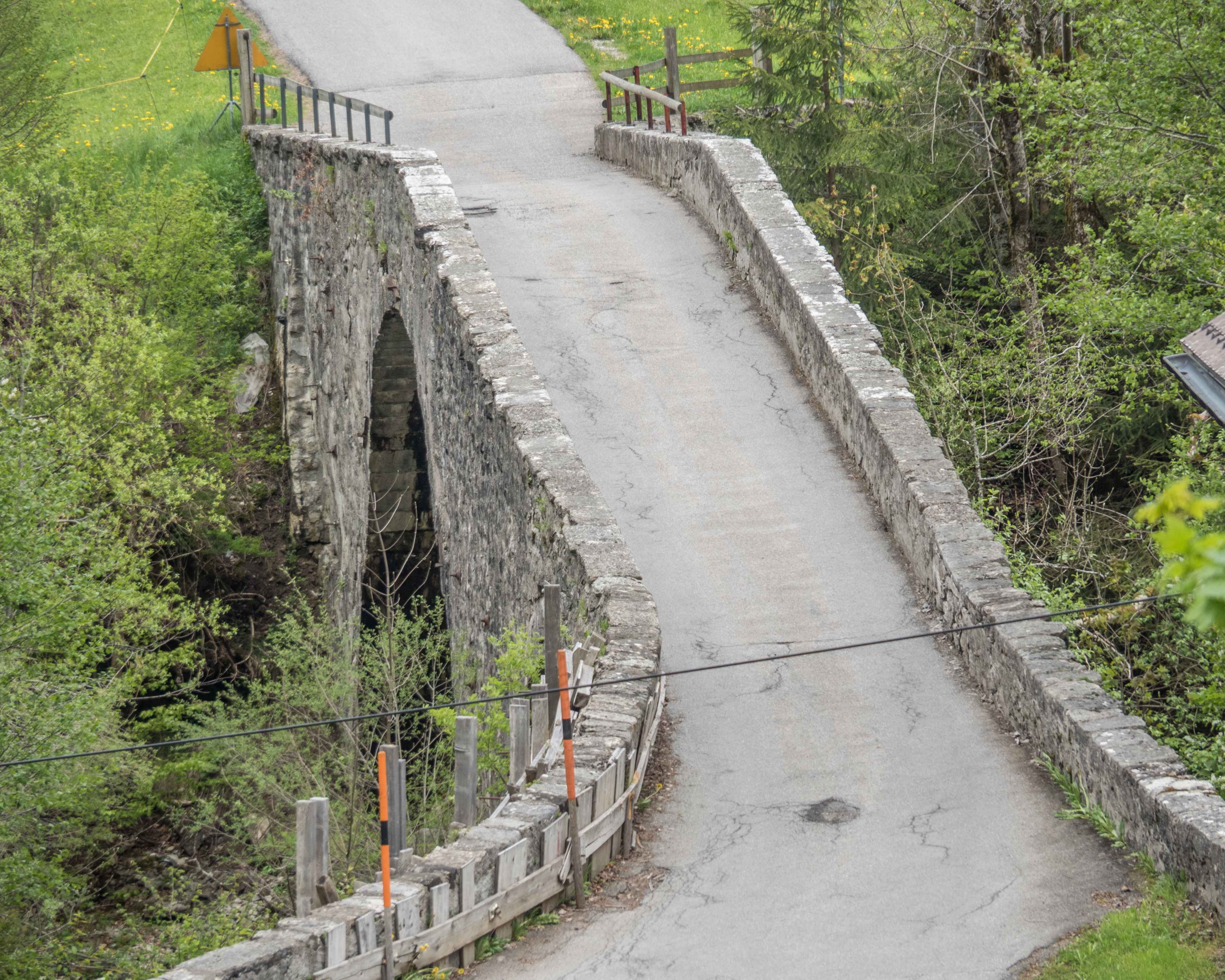
Pont de la Tine, Steinbogenbrücke von 1785

Zu den zahlreichen Brücken, die die Saane überqueren, zählen mehrere historische Holzbrücken, die Steinbrücke Pont de la Tine bei La Tine in Rossinière, die Pérollesbrücke zwischen Freiburg und Marly, die Poyabrücke in Freiburg, die das Burgquartier vom Durchgangsverkehr entlastet, der Grandfey-Viadukt an der Bahnstrecke Lausanne–Bern, die Pont de la Madeleine der A12 und der Saane-Viadukt an der Bahnstrecke Bern–Neuenburg bei Gümmenen.

## Sprachgrenze
Der unterste Teil des Flusslaufs wird in der Schweiz manchmal mit dem sogenannten «Röstigraben», wie man die Sprachgrenze zwischen der deutschen und französischsprachigen Schweiz bildlich auch bezeichnet, in Verbindung gebracht.